# Ruggero Moro
Ruggero Moro (* 7. Juni 1919 in Carbonera; † 22. Dezember 1956) war ein italienischer Radrennfahrer und nationaler Meister im Radsport.

## Sportliche Laufbahn
Moro war im Straßenradsport aktiv. Er wurde 1938 Unabhängiger und blieb bis 1941 im Radsport aktiv. Die nationale Meisterschaft im Straßenrennen der Amateure gewann er 1937. 1941 wurde er hinter Piero Chiappini Zweiter bei Mailand–Turin.
1939 fuhr er den Giro d’Italia und wurde 43., 1940 war er ausgeschieden.
In den Rennen der Monumente des Radsports war der 4. Platz bei Mailand–Sanremo 1940 sein bestes Resultat.